# Richard Antinucci
Richard Antinucci, född den 26 januari 1981 i Rom i Italien, är en amerikansk racerförare. Han är syskonson till den amerikanske racerföraren Eddie Cheever.

## Racingkarriär
Antinucci inledde sin karriär i formel Renault, där han slutade trettonde i det italienska mästerskapet 2000 och fyra i Formel Renault Eurocup 2000. 
Han blev sedan tvåa i Brittiska Formel Renault 2001, vilket han följde upp med att bli tia i det Brittiska F3-mästerskapet 2002, fyra 2003 och sedan också fyra i det Japanska F3-mästerskapet 2004.
Efter en misslyckad säsong i F3 Euroseries 2005, hade Antinucci större framgång 2006, då han kom trea i Macaus Grand Prix och femma totalt. 
Antinucci bytte sedan till Indy Pro Series
2007, där han kom på femtonde plats, vilken han förbättrade till en andraplats 2008. Under 2009 tävlade Antinucci på deltid i IndyCar för 3G Racing, där han körde på de konventionella racerbanorna under säsongens andra halva.